# Jívová
Jívová – miejscowość i gmina (obec) w Czechach, w kraju ołomunieckim, w powiecie Ołomuniec. W 2022 roku liczyła 616 mieszkańców.
W miejscowości jest przystanek kolejowy Jívová.